# The Code (film)
Pour les articles homonymes, voir The Code.
Pour plus de détails, voir Fiche technique et Distribution.
The Code, ou Le Code au Québec (Thick as Thieves) est un thriller germano-américain réalisé par Mimi Leder, sorti en 2009.

## Synopsis
À New York, Keith Ripley, passé maître dans l’art du cambriolage, fait appel à Gabriel Martin pour l’associer à ce qui sera son dernier coup : le vol, chez un diamantaire russe, de deux Œufs de Fabergé d’une valeur de 20 millions de dollars chacun. 
Les choses se compliquent lorsque la belle Alexandra, la filleule de Ripley, dont Gabriel est tombé amoureux, est enlevée. 
Pris en étau entre la police new-yorkaise qui les traque et la mafia russe qui a juré d’avoir leur peau, Ripley et Martin vont devoir rivaliser d’ingéniosité pour rester libres et en vie et pour sauver la vie d'Alexandra.

## Fiche technique
- Titre original : Thick as Thieves
- Titre international : The Code
- Titre québécois : Le Code
- Réalisation : Mimi Leder
- Scénario : Ted Humphrey, Reuben Leder
- Musique : Atli Örvarsson
- Producteurs : Boaz Davidson, Lori McCreary, Danny Lerner, Les Weldon et Randall Emmett
- Pays :  États-Unis,  Allemagne
- Langue : anglais
- Genre : Thriller
- Lieux de tournage : Sofia (Bulgarie) New York (États-Unis)
- Budget : 25 000 000 $
- Distribution : Metropolitan FilmExport (Distribution France) - Seven7 (Éditeur DVD)
- Dates de sortie[2]
  - Taïwan : 9 janvier 2009
  - États-Unis : 23 juin 2009 (directement en DVD)
  - France : 12 janvier 2010 (en DVD)

## Distribution
- Morgan Freeman (VF : Benoît Allemane ; VQ : Guy Nadon) : Keith Ripley
- Antonio Banderas (VF : Pierre-François Pistorio ; VQ : Manuel Tadros) : Gabriel Martin
- Radha Mitchell (VF : Rafaèle Moutier ; VQ : Camille Cyr-Desmarais) : Alexandra Korolenko
- Robert Forster (VF : Philippe Catoire ; VQ : Hubert Gagnon) : Lt. Weber
- Rade Šerbedžija (VF : Igor de Savitch ; VQ : Claude Préfontaine) : Nicky Petrovitch / Victor Korolenko
- Tom Hardy (VF : Stéphane Miquel) : Michaels
- Marcel Iureş (VF : Sacha Vikoulof)  : Zykov
- Michael Hayden (VF : Eric Chatonnier) : Sudimack
- Gary Werntz (VF : Pierre Dourlens) : Donley
- Joshua Rubin (VQ : François Godin) : Joost
- Velislav Pavlov (VF : Mathieu Buscatto) : Ilia

 Source et légende : version française (VF) sur RS Doublage  et Doublage Québec